# 辺支配集合問題
辺支配集合問題（へんしはいしゅうごうもんだい）は、グラフ理論において、与えられたグラフ G(V,E) 対し、辺集合 E'⊆E のうち、任意の辺 e∈E-E' について e が E' 内の辺と端点を共有するもの（辺支配集合）のうち、最小の大きさのものを求める問題。この問題は、NP困難 であることが知られている。
各辺に重みが与えられていて、辺支配集合に含まれる辺の重みの和を最小化する問題のことを特に重み付き辺支配集合問題と呼び区別する。
重み無し辺支配集合問題については、平面グラフに対してPTASが存在することが知られている。
一般のグラフに関しては、重み無し辺支配集合問題については、任意の極大マッチングは辺支配集合なので、近似度 2 の近似アルゴリズムは、容易に得られる。重み付き辺支配集合問題については、2002年、藤戸・永持らのグループと Parekh によって独立に近似度 2 のアルゴリズムが開発された。